# Nguyễn Phúc Trăn
 (octobre 2018).
Si vous disposez d'ouvrages ou d'articles de référence ou si vous connaissez des sites web de qualité traitant du thème abordé ici, merci de compléter l'article en donnant les références utiles à sa vérifiabilité et en les liant à la section « Notes et références ».
Nguyễn Phúc Trăn ou Nguyễn Phúc Thái (22 janvier 1650 - 7 février 1691), connu également sous le nom du seigneur Nghia (vietnamien : chúa Nghĩa), dignitaire vietnamien et membre de la famille des Nguyễn. Il règne de 1687 à 1691.